# Mairinhac de l'Entorn
Mairinhac de l'Entorn (en francès Mayrinhac-Lentour) és un municipi francès situat al departament de l'Òlt i a la regió d'Occitània.

## Demografia
| 1962                                       | 1968 | 1975 | 1982 | 1990 | 1999 | 2007 |
| ------------------------------------------ | ---- | ---- | ---- | ---- | ---- | ---- |
| 403                                        | 442  | 404  | 405  | 437  | 439  | 466  |
| Des de 1962: població sense dobles comptes |      |      |      |      |      |      |

## Administració
| Període   | Identitat        | Partit |
| --------- | ---------------- | ------ |
| 2001-2008 | Paul Campcros    |        |
| 2008-     | Michelle Bargues |        |